# Santuario della Madonna del Sasso (Caldarola)
Il santuario della Madonna del Sasso è un edificio di culto ubicato nel comune di Caldarola. 
L'edificio sorge alle pendici del Monte Fiegni, incastonato nella roccia, in un piccolo slargo delimitato a valle da un muro di sostegno in muratura di pietra. Nel territorio della frazione di Valcimarra è posta in alto, a dominare l'inizio della Valle del fiume Chienti. Nonostante la strada, ma per la sua particolare localizzazione in alto, è da sempre rimasta al  riparo dal passaggio delle truppe e dei pellegrini in transito,  pertanto non compare nei resoconti dei diaristi di varie epoche. Estranea alla vita quotidiana quindi non si hanno tracce nei legati testamentari. Priva di benefici non è citata dalle “Rationes decimarum”.
Una ipotesi lega la costruzione del Santuario quale romitorio dei monaci della potente Abbazia di S. Benedetto de crypta in saxo latronis, i cui ruderi tuttora s'impongono più in alto nelle immediate vicinanze.
Nelle carte dell'abbazia di Santa Croce di Sassovivo nel comune di Foligno compare talvolta come toponimo S. Angelo de Saxo (vol. VI a cura di Attilio De Luca, anni 1223-1227) che fra le varie interpretazioni ha fatto pensare a questo edificio perché il documento è legato ai Conti Bonifacio proprietari del vicino castello di Statte nel comune di Camerino. Se tale ipotesi fosse vera, il primo titolo del Santuario S. Angelo lo legherebbe nell'epoca longobarda, all'abbazia folignate.

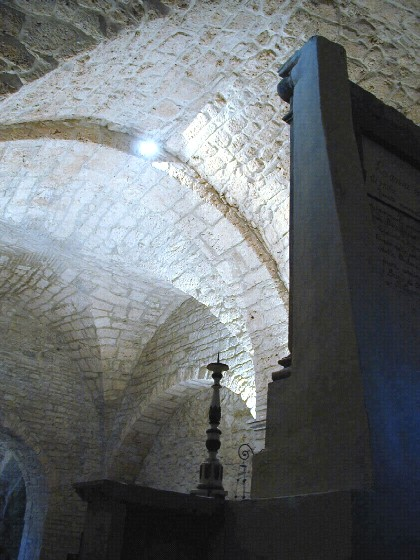
Interno del santuario

Nel 1348 il testamento di un camerinese, ser Vannuccio di Pandolfuccio del terziero di Sossanta, conservato in un frammento di pergamena che è utilizzato per rilegare un atto notarile ed ora passato all'Archivio di Stato di Camerino, legava venti soldi a sette monasteri femminili della zona, tra i quali: S. Maria del Sasso. Anche in questo caso se l'individuazione è esatta, quando l'abbazia declinò, il romitorio passò a una modesta comunità femminile forse di penitenti francescane.
Al secondo Cinquecento dovrebbe ascriversi l'affresco raffigurante la Crocifissione posto sulla parete di fondo, se la data incisa su due pianelle murate, ovvero il MC59 (1559) è stata quella della costruzione dell'attuale campata d'ingresso in cui si trova l'affresco.
La fabbrica in oggetto si presenta come un aggregato di più parti vicine, Il corpo principale, planimetricamente si presenta come un'aula a navata unica segnata da tre volte a crociera. L'interno è interamente in muratura di pietra a faccia vista con stuccature a cemento, tale finitura fu posta in opera all'incirca negli anni Ottanta.  Nella parete, posta di fronte all'ingresso, da sfondo all'arco in muratura, compare la roccia.
All'interno, sul lato sud della campata centrale si apre scavato nella roccia l'Ossario, antico Romitorio. Attualmente una finestra consente l'affaccio all'interno.
La mensa è in cemento mentre l'apparato sovrastante di antica fattura è in pietra di gesso. Pala d'altare è un frammento di affresco raffigurante la “Madonna con Bambino”. Sulla parete, a fianco dell'ingresso, si trova un frammento di affresco raffigurante la Crocifissione e da alcune lacune si intravede al di sotto una decorazione precedente.
Su quanto avvenne per molti secoli non è stato possibile rintracciare altre notizie,  mentre dietro la pala d'altare è scritto che il 7 novembre del 1928 fu restaurato l'affresco della Madonna del Sasso che precedentemente era posto in cattive condizioni e a grave rischio di perdita sulla parete di nord-ovest. In tale occasione probabilmente fu fatto l'altare in pastina di cemento.
Un'altra lapide posta all'interno della chiesa narra di un restauro effettuato nel MCMLXI, forse allora fu rifatto il pavimento, l'intonaco esterno a cemento e forse il contrafforte in cemento.